# Rezerwat przyrody Łęgi źródliskowe koło Przemkowa
Rezerwat przyrody „Łęgi źródliskowe koło Przemkowa” – rezerwat leśny położony na terenie powiatu polkowickiego, w gminie Przemków (województwo dolnośląskie).
Obszar chroniony utworzony został w 2002 r. w celu zachowania ze względów przyrodniczych, naukowych, dydaktycznych i krajobrazowych lasów łęgowych oraz grądów i olsów z dużą ilością źródlisk, wysięków i gęstą siecią strumieni. Rezerwat położony jest w granicach Przemkowskiego Parku Krajobrazowego, a w jego pobliżu znajduje się inny rezerwat – położone około 1,1 km na północny wschód „Stawy Przemkowskie”.
Rezerwat „Łęgi źródliskowe koło Przemkowa” obejmuje 140,22 ha podmokłych lasów liściastych sąsiadujących z zachodnimi granicami Przemkowa. Poprzecinane licznymi ciekami lasy tworzą tu głównie zbiorowiska łęgowe: jesionowo-olszowe, jesionowe i jesionowo-wiązowe. W rezerwacie, na wyżej położonych lokalizacjach występują też płaty grądów środkowoeuropejskich. Z kolei bezodpływowe zagłębienia terenu zajmuje ols porzeczkowy. W drzewostanie rezerwatu występują 200–300-letnie dęby.
Spis flory terenu rezerwatu obejmuje około 300 gatunków roślin, w tym taksony chronione: podejźrzon marunowy, wiciokrzew pomorski, wawrzynek wilczełyko, pierwiosnek wyniosły, cis pospolity i parzydło leśne. Dwa ostatnie wymienione gatunki zajmują tu prawdopodobnie stanowiska synantropijne (zostały posadzone).
Rezerwat leży na gruntach Skarbu Państwa w zarządzie Nadleśnictwa Przemków. Nadzór sprawuje Regionalny Konserwator Przyrody we Wrocławiu.
Rezerwat został udostępniony do zwiedzania, biegnie tu czerwony szlak z Przemkowa oraz ścieżka dydaktyczna. Jest to popularne miejsce spacerów.
Na terenie rezerwatu znajduje się założony pod koniec XIX wieku cmentarz rodziny książęcej Schleswig-Holstein.